# Duitse dot
Duitse dot (Salix gmelinii) is een soort uit het geslacht wilg (Salix).

## Determinatie
Duitse dot is een overblijvende struik en bereikt een hoogte van ± 3–4(–6) m. De soort bloeit meestal in de maanden maart en april. De struiken slaan op uit afgebroken takken. De jonge takken zijn zwartviltig behaard. Het hout van oudere takken heeft lijsten onder de bast. De langwerpige bladeren zijn 8–20 cm lang (dubbel zo lang als die van katwilg) en 2–3 cm breed. De bovenkant is dofgroen. De onderkant is eerst behaard, maar wordt later kaal en is dan blauwgroen. De randen zijn omgerold. De bladsteel is 1–2 cm lang. De langwerpige steunblaadjes vallen spoedig af. De katjes lijken op die van katwilg, maar zijn losbloemiger en iets langer (tot 5 cm). Ook bloeien ze iets vroeger, ruim voor de bladeren. Het vruchtbeginsel heeft een zeer korte steel. De stijl is lang Y-vormig.

## Ecologie
Duitse dot groeit op zonnige plaatsen op natte, eutrofe grond. Meestal is dit bij grienden in het zoetwatergetijdengebied en rivierbegeleidende bossen.

### Syntaxonomie
In de syntaxonomie staat Duitse dot te boek als kensoort voor het veldkers-ooibos (Cardamino amarae-Salicetum albae).

## Verspreiding
Het natuurlijke verspreidingsgebied van Duitse dot strekt zich uit over Azië en Oost-Europa (vooral Noordoost-Duitsland en Polen).